# B.J. Callaghan
Brian Joseph Callaghan II, meglio noto come B.J. Callaghan (Ventnor City, 1º luglio 1981), è un allenatore di calcio statunitense, tecnico del Nashville.

## Carriera
Dopo aver lavorato per sette anni al Philadelphia Union, di cui cinque come vice di Jim Curtin, che aveva conosciuto nella precedente esperienza con i Villanova Wildcats, il 16 gennaio 2019 diventa il vice di Gregg Berhalter sulla panchina della nazionale statunitense.
Rimasto nel ruolo anche dopo l'addio di Berhalter, il 30 maggio 2023 diventa commissario tecnico ad interim degli Yanks, in sostituzione di Anthony Hudson, che guida nella successiva CONCACAF Nations League, conclusa con la vittoria finale, e nella Gold Cup, terminata con l'eliminazione in semifinale.
Tornato quindi nello staff di Berhalter, il 3 luglio 2024 lascia la nazionale per diventare il nuovo tecnico del Nashville.

## Statistiche

### Nazionale
| Squadra     | Naz                    | dal            | al             | Record | Record | Record | Record     | Record | Record | Record | Record |
| G           | V                      | N              | P              | GF     | GS     | DR     | % Vittorie |        |        |        |        |
| ----------- | ---------------------- | -------------- | -------------- | ------ | ------ | ------ | ---------- | ------ | ------ | ------ | ------ |
| Stati Uniti | Stati Uniti (bandiera) | 16 giugno 2023 | 16 luglio 2023 | 7      | 4      | 3      | 0          | 21     | 4      | +17    | 57,14  |
| Totale      | Totale                 | Totale         | Totale         | 7      | 4      | 3      | 0          | 21     | 4      | +17    | 57,14  |

#### Nazionale statunitense nel dettaglio
| giu. 2023      | Stati Uniti | CONCACAF Nations League 2022-2023 | Subentrato, vincitore | 2 | 2 | 0 | 0 | 100,00& | 5  | 0 | +5  |
| giu.-lug. 2023 | Stati Uniti | Gold Cup 2023                     | Semifinale            | 5 | 2 | 3 | 0 | 40,00   | 16 | 4 | +12 |
| Totale USA     | Totale USA  | Totale USA                        | Totale USA            | 7 | 4 | 3 | 0 | 57,14   | 21 | 4 | +17 |

#### Panchine da commissario tecnico della nazionale statunitense
| Cronologia completa delle presenze e delle reti in nazionale ― Stati Uniti | Cronologia completa delle presenze e delle reti in nazionale ― Stati Uniti | Cronologia completa delle presenze e delle reti in nazionale ― Stati Uniti | Cronologia completa delle presenze e delle reti in nazionale ― Stati Uniti | Cronologia completa delle presenze e delle reti in nazionale ― Stati Uniti | Cronologia completa delle presenze e delle reti in nazionale ― Stati Uniti | Cronologia completa delle presenze e delle reti in nazionale ― Stati Uniti | Cronologia completa delle presenze e delle reti in nazionale ― Stati Uniti |
| Data                                                                       | Città                                                                      | In casa                                                                    | Risultato                                                                  | Ospiti                                                                     | Competizione                                                               | Reti                                                                       | Note                                                                       |
| -------------------------------------------------------------------------- | -------------------------------------------------------------------------- | -------------------------------------------------------------------------- | -------------------------------------------------------------------------- | -------------------------------------------------------------------------- | -------------------------------------------------------------------------- | -------------------------------------------------------------------------- | -------------------------------------------------------------------------- |
| 15-6-2023                                                                  | Paradise                                                                   | Stati Uniti                                                                | 3 – 0                                                                      | Messico                                                                    | CONCACAF Nations League 2022-2023 - Semifinale                             | Christian Pulisic 2 Ricardo Pepi                                           | Cap: C. Pulisic                                                            |
| 18-6-2023                                                                  | Paradise                                                                   | Canada                                                                     | 0 – 2                                                                      | Stati Uniti                                                                | CONCACAF Nations League 2022-2023 - Finale                                 | Chris Richards Folarin Balogun                                             | Cap: C. Pulisic                                                            |
| 24-6-2023                                                                  | Chicago                                                                    | Stati Uniti                                                                | 1 – 1                                                                      | Giamaica                                                                   | Gold Cup 2023 - 1º turno                                                   | Brandon Vázquez                                                            | Cap: M. Turner                                                             |
| 28-6-2023                                                                  | Saint Louis                                                                | Saint Kitts e Nevis                                                        | 0 – 6                                                                      | Stati Uniti                                                                | Gold Cup 2023 - 1º turno                                                   | Djordje Mihailović 2 Bryan Reynolds Jesús Ferreira 3                       | Cap: S. Johnson                                                            |
| 2-7-2023                                                                   | Charlotte                                                                  | Stati Uniti                                                                | 6 – 0                                                                      | Trinidad e Tobago                                                          | Gold Cup 2023 - 1º turno                                                   | Jesús Ferreira 3 Cade Cowell Gianluca Busio Brandon Vázquez                | Cap: M. Turner                                                             |
| 9-7-2023                                                                   | Cincinnati                                                                 | Stati Uniti                                                                | 2 – 2 dts (5 – 4 dtr)                                                      | Canada                                                                     | Gold Cup 2023 - Quarti di finale                                           | Brandon Vázquez aut. Scott Kennedy                                         | Cap: M. Turner                                                             |
| 12-7-2023                                                                  | San Diego                                                                  | Stati Uniti                                                                | 1 – 1 dts (5 – 6 dtr)                                                      | Panama                                                                     | Gold Cup 2023 - Semifinale                                                 | Jesús Ferreira                                                             | Cap: M. Turner                                                             |
| Totale                                                                     |                                                                            | Presenze                                                                   | 7                                                                          |                                                                            | Reti                                                                       | 21                                                                         |                                                                            |

## Palmarès

### Nazionale
- CONCACAF Nations League: 1

2022-2023